# Chloramine-T
Chloramine-T of natrium-p-tolueensulfonchlooramide (ook bekend onder de merknaam Halamid) is een veelgebruikt desinfectant tegen bacteriën en gisten. De stof komt voor als een wit kristallijn poeder met een zwakke chloorgeur, dat zeer goed oplosbaar is in water en ethanol.
Opgelost in water heeft het een oxiderend effect. Het is, zelfs bij lage concentraties, zeer effectief.

## Toxicologie en veiligheid
Chloramine-T kan bij verwarming en temperaturen boven 130°C ontploffen. De stof vormt bij verbranding giftige en irriterende gassen, waaronder waterstofchloride, stikstof-, zwavel- en koolstofoxides.
De stof is irriterend voor de ogen en de luchtwegen. Inademing van het aerosol kan astmatisch reacties teweegbrengen.